# El Ángel, Ecuador
El Ángel är en ort i Ecuador.   Den ligger i provinsen Carchi, i den norra delen av landet, 110 km nordost om huvudstaden Quito. El Ángel ligger 3 008 meter över havet och antalet invånare är 3 983.
Terrängen runt El Ángel är lite bergig. Runt El Ángel är det ganska glesbefolkat, med 50 invånare per kvadratkilometer. Närmaste större samhälle är San Gabriel, 12,6 km öster om El Ángel. Trakten runt El Ángel består i huvudsak av gräsmarker.